# Le temple satanique
 (avril 2022).
La mise en forme du texte ne suit pas les recommandations de Wikipédia : il faut le « wikifier ».
Les points d'amélioration suivants sont les cas les plus fréquents. Le détail des points à revoir est peut-être précisé sur la page de discussion.
- Les titres sont pré-formatés par le logiciel. Ils ne sont ni en capitales, ni en gras.
- Le texte ne doit pas être écrit en capitales (les noms de famille non plus), ni en gras, ni en italique, ni en « petit »…
- Le gras n'est utilisé que pour surligner le titre de l'article dans l'introduction, une seule fois.
- L'italique est rarement utilisé : mots en langue étrangère, titres d'œuvres, noms de bateaux, etc.
- Les citations ne sont pas en italique mais en corps de texte normal. Elles sont entourées par des guillemets français : « et ».
- Les listes à puces sont à éviter, des paragraphes rédigés étant largement préférés. Les tableaux sont à réserver à la présentation de données structurées (résultats, etc.).
- Les appels de note de bas de page (petits chiffres en exposant, introduits par l'outil «  Source ») sont à placer entre la fin de phrase et le point final[comme ça].
- Les liens internes (vers d'autres articles de Wikipédia) sont à choisir avec parcimonie. Créez des liens vers des articles approfondissant le sujet. Les termes génériques sans rapport avec le sujet sont à éviter, ainsi que les répétitions de liens vers un même terme.
- Les liens externes sont à placer uniquement dans une section « Liens externes », à la fin de l'article. Ces liens sont à choisir avec parcimonie suivant les règles définies. Si un lien sert de source à l'article, son insertion dans le texte est à faire par les notes de bas de page.
- La présentation des références doit suivre les conventions bibliographiques. Il est recommandé d'utiliser les modèles {{Ouvrage}}, {{Chapitre}}, {{Article}}, {{Lien web}} et/ou {{Bibliographie}}. Le mode d'édition visuel peut mettre en forme automatiquement les références.
- Insérer une infobox (cadre d'informations à droite) n'est pas obligatoire pour parachever la mise en page.

Pour une aide détaillée, merci de consulter Aide:Wikification.
Si vous pensez que ces points ont été résolus, vous pouvez retirer ce bandeau et améliorer la mise en forme d'un autre article.
Ne doit pas être confondu avec Église de Satan.
Pour les articles homonymes, voir Satanisme.
Le Temple satanique est un organisme créé en 2012 par Lucien Greaves et Malcolm Jarry à Salem. Il se décrit comme un groupe religieux non théiste. Son action porte sur la défense des droits de l'homme basé aux États-Unis avec des chapitres supplémentaires au Canada, en Australie et au Royaume-Uni.
Le groupe utilise l'imagerie satanique pour promouvoir l’égalitarisme, la justice sociale et la séparation de l'Église et de l'État, soutenant leur mission "d'encourager la bienveillance et l'empathie entre tous les peuples".
Le temple satanique est à distinguer de l’Église de Satan de LaVey. Les deux partagent une partie de la philosophie non-théiste sataniste de LaVey mais ont des prises de position politiques et sociétales divergentes.

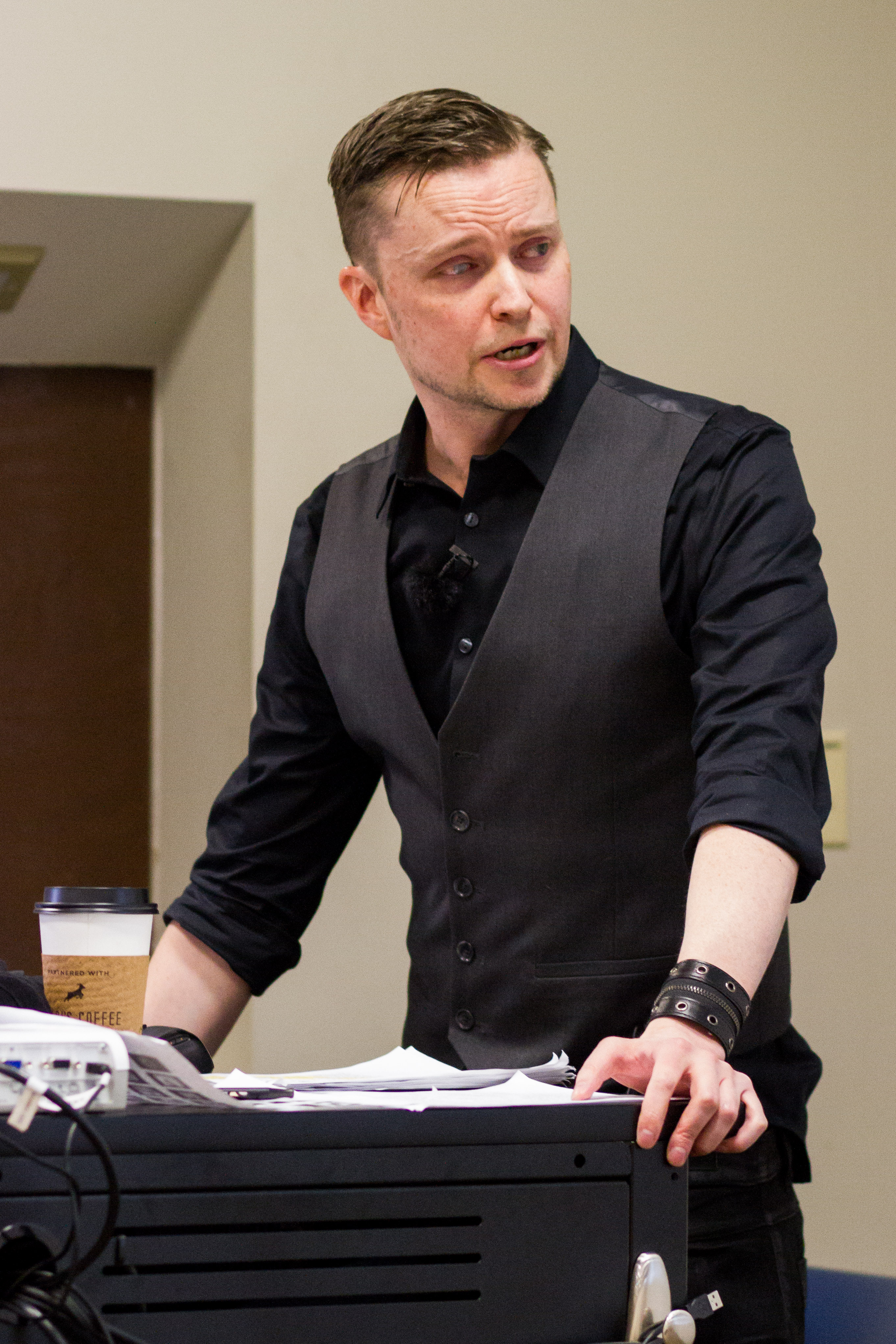
Lucien Greaves, porte-parole de "The Satanic Temple", à SASHAcon, Mars 2016

## Historique
Le temple sataniste (The Satanic Temple) est fondé en 2012par Lucien Greaves, porte-parole de l'organisation, et Malcolm Jarry à Salem dans l’État du Massachusetts aux Etats-Unis d’Amérique.
En 2019 l’organisme compte plus de 100 000 adeptes majoritairement dans des pays anglophones.

## Buts
Le Temple satanique est une organisation non théiste de rationalistes, d'humanistes et d'activistes agnostiques ou athées et LGBTQ. Ils ne croient pas en un Satan surnaturel et utilisent le Satan littéraire comme métaphore pour promouvoir le scepticisme pragmatique, la réciprocité rationnelle, l'autonomie personnelle et la curiosité.[réf. nécessaire]
La participation de l'organisation aux affaires publiques comprend des actions politiques ainsi que des efforts de lobbying, en mettant l'accent sur la dénonciation du privilège religieux dont chrétien lorsqu'il interfère avec la liberté religieuse personnelle. Le groupe considère le mariage comme un sacrement religieux qui doit être régi par la protection de la liberté religieuse prévue par le premier amendement et qui doit prévaloir sur les lois des États. Comme le groupe considère l'inviolabilité du corps comme une doctrine clé, il considère également toutes les restrictions à l'avortement, y compris les périodes d'attente obligatoires, comme une atteinte aux droits des satanistes de pratiquer leur religion.
Le Temple sataniste milite pour la séparation des religions et des états.

## Modalités d’action
L’imagerie satanique est utilisée comme un symbole représentant "l'éternel rebelle" contre l'autorité arbitraire et les normes sociales. Le Temple satanique a utilisé la satire, les stratagèmes théâtraux, l'humour et les actions en justice dans ses campagnes publiques pour "attirer l'attention et inciter les gens à réévaluer leurs craintes et leurs perceptions", et pour "mettre en évidence l'hypocrisie religieuse et l'empiétement sur la liberté de religion"[réf. nécessaire].

## Principes fondamentaux
Les sept Tenets ou principes fondamentaux sont :
1. Il faut s'efforcer d'agir avec compassion et empathie envers toutes les créatures, conformément à la raison.
2. La lutte pour la justice est une activité continue et nécessaire qui doit prévaloir sur les lois et les institutions.
3. Le corps d'une personne est inviolable, soumis à sa seule volonté.
4. Les libertés d'autrui doivent être respectées, y compris la liberté d'offenser. Envahir délibérément et injustement les libertés d'autrui, c'est renoncer à ses propres libertés.
5. Les croyances doivent être conformes à notre meilleure compréhension scientifique du monde. Nous devons veiller à ne jamais déformer les faits scientifiques pour les adapter à nos croyances.
6. Les gens sont faillibles. Si nous commettons une erreur, nous devons faire de notre mieux pour la rectifier et réparer tout préjudice qui a pu être causé.
7. Chaque principe est un fil conducteur destiné à inspirer la noblesse dans l'action et la pensée. L'esprit de compassion, de sagesse et de justice doit toujours prévaloir sur les mots écrits ou parlés[7].

## Reconnaissance officielle (USA)

### Fiscale
En 2019, l'organisation Satanic Temple, dont le siège est à Salem dans le Massachusetts, a reçu la reconnaissance fiscale officielle d'Église légitime de l'Internal Revenue Service et se voit donc exemptée de taxes et d'impôts.

### Navy
En 2019, après un combat judiciaire, l'École et l'académie navale d’Annapolis autorise une salle pour les activités d'étude de groupe des adeptes du temple satanique,.

## Vacances / jours fériés
Le temple satanique reconnaît cinq jours fériés.
| Date        | Événement                                       |
| ----------- | ----------------------------------------------- |
| Février 15  | Lupercales                                      |
| Avril 30    | Nuit de Walpurgis                               |
| Juillet 25  | Journée du dévoilement de la Statue de Baphomet |
| Octobre 31  | Halloween                                       |
| Décembre 25 | Sol Invictus                                    |

## Comparaison avec le satanisme LaVeyen
Lucien Greaves a décrit le Temple satanique comme étant une version progressive et actualisée du Satanisme LaVeyen. Le Temple satanique se considère comme séparé et distinct de ce précurseur, représentant "une évolution naturelle de la pensée satanique". Greaves a déclaré que les éléments du darwinisme social et du nietzschéisme contenus dans le satanisme de Anton Szandor LaVey sont incompatibles avec la théorie des jeux, l'altruisme réciproque et les sciences cognitives.
Il a également critiqué l'Église satanique de LaVey pour son manque de lobbying politique et ce qu'il considère comme son exclusivité, la qualifiant d'autocratique et de hiérarchique, et affirmant que l'Église fétichise l'autoritarisme. À l'inverse, l'Église de Satan a déclaré que les membres du Temple satanique ne font que " se faire passer pour des satanistes " et ne représentent pas le satanisme.

## Sources
1. ↑  « Trolling Hell: Is the Satanic Temple a Prank, the Start of a New Religious Movement — or Both? », sur The Village Voice, 22 juillet 2014 (consulté le 12 avril 2022)
2. ↑  https://www.kansascity.com/news/local/article173168316.html
3. ↑  Joseph Laycock, Speak of the devil : how the Satanic Temple is changing the way we talk about religion, 2020 (ISBN 978-0-19-094850-4, 0-19-094850-7 et 978-0-19-094851-1, OCLC 1135934567, lire en ligne)
4. ↑  « Le «Satanic Temple», une Église comme une autre », Réformés.ch,‎ 30 avril 2019 (lire en ligne, consulté le 12 avril 2022)
5. ↑  « Le Temple satanique est le nouveau paradis queer », sur www.vice.com (consulté le 12 avril 2022)
6. ↑  (en) Valerie Strauss, « Satanic Temple challenges policy allowing religious materials to be distributed at public schools », The Washington Post,‎ 17 novembre 2014 (lire en ligne , consulté le 4 décembre 2023).
7. ↑  (en) TST, « About Us », sur TST (consulté le 12 avril 2022)
8. ↑  « Satan a son Eglise officielle aux Etats-Unis », sur ladepeche.fr (consulté le 12 avril 2022)
9. ↑  (en) « Satanic Temple Asks To Hold Services At U.S. Naval Academy », sur Annapolis, MD Patch, 20 octobre 2019 (consulté le 12 avril 2022)
10. ↑  « Les satanistes américains ont droit de cité à l'école navale », sur SWI swissinfo.ch (consulté le 12 avril 2022)
11. ↑  « Le Temple satanique autorisé au sein de l’école de l’US Navy », La Croix,‎ 18 octobre 2019 (ISSN 0242-6056, lire en ligne, consulté le 12 avril 2022)
12. ↑  (en-US) « Naval Academy Provides Room To Discuss The Satanic Temple », 31 octobre 2019 (consulté le 12 avril 2022)
13. ↑  (en) « Holidays », sur The Satanic Temple (consulté le 16 septembre 2020)